# Cleveland Browns 1991
La stagione 1991 dei Cleveland Browns è stata la 42ª della franchigia nella National Football League. Sotto la direzione del nuovo capo-allenatore Bill Belichick la squadra chiuse con un record di 6-10, terza nella propria division, mancando i playoff per il secondo anno consecutivo.

## Roster
| Roster dei Cleveland Browns nel 1991 |
| --- |
| Quarterback - 19 Bernie Kosar - 17 Todd Philcox Running Back - 21 Eric Metcalf - 27 Derrick Douglas - 33 Leroy Hoard - 34 Kevin Mack FB - 20 Joe Morris - 89 Mike Oliphant - 44 Lee Rouson Wide Receiver - 86 Brian Brennan - 1 Michael Jackson - 88 Reggie Langhorne - 28 Tyrone Shavers - 84 Webster Slaughter PR Tight End - 83 Arthur Cox - 81 Scott Galbraith - 83 Darryl Ingram - 48 Brian Kinchen LS - 49 Bruce McGonnigal Offensive Linemen - 61 Mike Baab C - 74 Paul Farren T - 69 Dan Fike T - 66 Tony Jones T - 68 Ed King G - 70 John Rienstra G - 65 Ralph Tamm G - 67 Chris Thome C - 78 Rob Woods T Defensive Linemen - 90 Rob Burnett - 96 James Jones DT - 97 Ernie Logan DT - 92 Michael Dean Perry DT - 98 Anthony Pleasant DE - 75 Pio Sagapolutele DE - 91 John Thornton DT Linebacker - 58 David Brandon OLB - 52 Richard Brown MLB - 99 Johnie Cooks OLB/MLB - 53 Cedric Figaro MLB - 55 Jock Jones OLB - 54 Randy Kirk OLB - 57 Clay Matthews Jr. OLB - 50 Van Waiters OLB Defensive Back - 37 Harlon Barnett SS - 42 Latin Berry CB - 36 Stephen Braggs CB - 25 Anthony Florence FS - 38 Odie Harris SS - 39 Randy Hilliard CB - 41 Alfred Jackson CB - 43 Joe King FS - 31 Frank Minnifield CB - 22 Vince Newsome FS - 29 Eric Turner FS Special Team - 11 Brian Hansen P - 3 Matt Stover K Lista delle riserve - 26 Raymond Clayborn CB (IR) - 94 Frank Conover DT (IR) - 13 Jeff Francis QB (IR) - 40 Lynn James WR (IR) - 59 Mike Johnson MLB (IR) - 21 Eric Metcalf RB (IR) - 80 Danny Peebles WR (IR) - 87 John Talley WR (IR) - 93 Mike Wise DE (IR) Squadra di allenamento - -- Lonnie Brockman LB - -- Archie Herring RB - -- Pete Lucas T |
| Legenda - I rookie sono in corsivo. - Il primo ruolo è il principale mentre gli eventuali successivi indicano i ruoli secondari. - (IR) sta per Injured Reserve ed indica la lista ristretta per un solo giocatore infortunato che può tornare ad allenarsi dopo la settimana 6 e a rientrare in prima squadra dopo che questa ha giocato 8 partite. - (NF-Inj.) / (NF-Ill.) stanno rispettivamente per Non-Football Injured e Non-Football Illness ed indicano le liste dove viene inserito un giocatore che ha un infortunio o una malattia non dipendente dal football americano. - (PUP) sta per Physically Unable to Perform ed indica la lista dove viene inserito un giocatore mentre è in attesa di recuperare la condizione fisica. Nella stagione regolare dopo la sesta partita giocata dalla propria squadra, il giocatore ha tempo tre settimane per riprendere ad allenarsi, più tre settimane aggiuntive dal suo rientro agli allenamenti per rientrare in prima squadra. |

## Calendario
| Stagione regolare |                    |                         |                    |                    |                             |                    |                    |
| Turno             | Data               | Avversario              | Risultato          | Record             | Stadio                      | Pubblico           |                    |
| 1                 | 1 settembre        | Dallas Cowboys          | S 14–26            | 0–1                | Cleveland Municipal Stadium | 78,860             |                    |
| 2                 | 8 settembre        | at New England Patriots | V 20–0             | 1–1                | Sullivan Stadium            | 35,377             |                    |
| 3                 | 15 settembre       | Cincinnati Bengals      | V 14–13            | 2–1                | Cleveland Municipal Stadium | 78,269             |                    |
| 4                 | 22 settembre       | at New York Giants      | S 10–13            | 2–2                | Giants Stadium              | 75,891             |                    |
| 5                 | settimana di pausa | settimana di pausa      | settimana di pausa | settimana di pausa | settimana di pausa          | settimana di pausa | settimana di pausa |
| 6                 | 6 ottobre          | New York Jets           | S 14–17            | 2–3                | Cleveland Municipal Stadium | 71,042             |                    |
| 7                 | 13 ottobre         | at Washington Redskins  | S 17–42            | 2–4                | RFK Stadium                 | 54,715             |                    |
| 8                 | 20 ottobre         | at San Diego Chargers   | V 30–24            | 3–4                | Jack Murphy Stadium         | 48,440             |                    |
| 9                 | 27 ottobre         | Pittsburgh Steelers     | V 17–14            | 4–4                | Cleveland Municipal Stadium | 78,285             |                    |
| 10                | 3 novembre         | at Cincinnati Bengals   | S 21–23            | 4–5                | Riverfront Stadium          | 55,077             |                    |
| 11                | 10 novembre        | Philadelphia Eagles     | S 30–32            | 4–6                | Cleveland Municipal Stadium | 72,086             |                    |
| 12                | 17 novembre        | at Houston Oilers       | S 24–28            | 4–7                | Houston Astrodome           | 58,155             |                    |
| 13                | 24 novembre        | Kansas City Chiefs      | V 20–15            | 5–7                | Cleveland Municipal Stadium | 63,991             |                    |
| 14                | 1 dicembre         | at Indianapolis Colts   | V 31–0             | 6–7                | Hoosier Dome                | 57,539             |                    |
| 15                | 8 dicembre         | Denver Broncos          | S 7–17             | 6–8                | Cleveland Municipal Stadium | 73,539             |                    |
| 16                | 15 dicembre        | Houston Oilers          | S 14–17            | 6–9                | Cleveland Municipal Stadium | 55,680             |                    |
| 17                | 22 dicembre        | at Pittsburgh Steelers  | S 10–17            | 6–10               | Three Rivers Stadium        | 47,070             |                    |

Note: gli avversari della propria division sono in grassetto.

## Classifiche
| AFC Central         |    |    |   |      |      |      |     |     |     |
|                     | V  | S  | P | %    | CONF | DIV  | PF  | PS  | STR |
| (3) Houston Oilers  | 11 | 5  | 0 | .688 | 5–1  | 10–2 | 386 | 251 | S1  |
| Pittsburgh Steelers | 7  | 9  | 0 | .438 | 4–2  | 7–5  | 292 | 344 | V2  |
| Cleveland Browns    | 6  | 10 | 0 | .375 | 2–4  | 6–6  | 293 | 298 | S3  |
| Cincinnati Bengals  | 3  | 13 | 0 | .188 | 1–5  | 2–10 | 263 | 435 | V1  |